# Victor Trimondi
Victor Trimondi (* 1940) ist ein deutscher Schriftsteller, Religionsforscher und ehemaliger Verleger. 2004 ersetzte er seinen ursprünglichen Namen Herbert Röttgen durch sein bis dahin für seine Publikationen genutztes Pseudonym Victor Trimondi.

## Studium
Herbert Röttgen schloss an der Universität zu Köln sein Jurastudium ab und studierte anschließend in Frankreich und München Philosophie und Kunstgeschichte.

## 68er Jahre und Trikont-Verlag
1967 gründete er zusammen mit Gisela Erler den Trikont-Verlag in Köln/München. Der Verlag war eng mit der 68er-Bewegung und deren späteren Metamorphosen verknüpft. Ab 1975 gab er mit Thomas Schmid die Zeitschrift „autonomie - Materialien gegen die Fabrikgesellschaft“ heraus, in der auch Joschka Fischer und Daniel Cohn-Bendit schrieben.

## Radikaler Bewusstseinswandel
Ende der 70er Jahre publizierte Röttgen im eigenen Verlag eine Kritik des linksradikalen Milieus: Vulkantänze – linke und alternative Ausgänge. In einem „radikalen Bewusstseinswandel“ sah er eine vielversprechende Möglichkeit, um die anstehenden Probleme der menschlichen Gesellschaft zu lösen. In der Folge wandte er sich spirituellen Themen zu und entwickelte zusammen mit der französischen Schriftstellerin Christiane Singer ein neues Verlagsprogramm, das „einen Diskurs zwischen Religion und Wissenschaft, Tradition und Moderne sowie zwischen den verschiedenen Kulturen und Religionen fördern“ sollte. Zugleich wurde der Verlag in Dianus-Trikont-Verlag umbenannt.
Zu Beginn der 1980er-Jahre veranstaltete er einige Kongresse unter anderem mit dem XIV. Dalai Lama, Carl Friedrich von Weizsäcker, Joseph Needham und anderen. 1986 wurde der Verlag geschlossen.

## Heirat
1989 heiratete Röttgen seine jetzige Frau Victoria (urspr. Mariana). Unzufrieden mit den Ergebnissen der interkulturellen und interreligiösen Treffen, wandten sie sich Themen wie der „Rolle der Geschlechter in den Kulturen und Religionen“, dem „Einfluss der Kultmysterien und Mythen auf Geschichte und Politik“ und der „Bedeutung des Opferritus in den Religionen und seiner sozialpolitischen Funktion“ zu. Von 1989 bis 1991 planten und organisierten sie interkulturelle Veranstaltungen wie „Die Kunst und das Sakrale“.
1990 gründeten sie die „Interkulturelle Gesellschaft für kreative Symbolforschung“ mit der sie die „mythologischen und symbolischen Hintergründe der modernen Wissenschaftsgeschichte“ untersuchen wollten. Von 1991 bis 1993 verarbeiteten sie künstlerisch verschiedene Reisen. 1994 begannen sie das mehrjährige Forschungsprojekt „Die Bedeutung der traditionellen Religion für die Wertebildung und Kreativität in einer Kultur der Zukunft“.
In den Jahren 1994 bis 1998 erstellten sie im Rahmen ihres Projekts zur „Bedeutung der traditionellen Religionen für die Wertebildung und Kreativität in einer Kultur der Zukunft“ eine Kritik des tibetischen Buddhismus. In ihrem ersten gemeinsam verfassten Buch „Der Schatten des Dalai Lama – Sexualität, Magie und Politik im tibetischen Buddhismus“ setzten sie sich mit dem sexualmagischen Ritualwesen des buddhistischen Tantrismus, mit der Geschichte des tibetischen Buddhismus sowie der Rolle des XIV. Dalai Lama in der Gegenwart auseinander. Das Buch wurde in den Medien kontrovers diskutiert. Während es von manchen als Entmystifizierung des (tibetischen) Buddhismus begrüßt wurde, kritisierten andere, dass unseriöse und nicht belegte Quellen verwendet worden seien und dass die tibetischen Texte und Darstellungen nicht in ihrem symbolischen Gehalt erfasst, sondern buchstäblich interpretiert würden.

## Hitler-Buddha-Krishna
Mit „Hitler-Buddha-Krishna – Eine unheilige Allianz vom Dritten Reich bis heute“ veröffentlichten Victor und Victoria Trimondi, gefördert von der Hans Sauer-Stiftung (München), 2002 ihr zweites gemeinsames Buch. Darin stellen sie dar, wie Heinrich Himmler und die Orientalisten der Forschungsgemeinschaft Deutsches Ahnenerbe e. V. („SS-Ahnenerbe“) versucht hatten, den Nationalsozialismus in eine politische Religion zu transformieren und sich dabei östlicher Religionssysteme wie der Vedanta, der Puranas, der Bhagavad Gita, des tibetischen Buddhismus bis hin zum Zen-Buddhismus bedienten und wie dieser „religiöser Hitlerismus“ bis heute unter Neonazis verbreitet ist.

## Namensänderung
2004 übernahmen Herbert Röttgen Victor Trimondi und Mariana Röttgen Victoria Trimondi als ihre bürgerlichen Namen.

## Krieg der Religionen
2006 erschien im Wilhelm Fink Verlag das Buch „Krieg der Religionen – Politik, Glaube und Terror im Zeichen der Apokalypse“, in dem die Autoren die monotheistischen Religionen auf den Prüfstand stellen und deren fundamentalistische Züge und ihre Auswirkung auf die Gegenwart untersuchten.
Wie schon die vorhergehenden Publikationen wurde auch dieses letzte Buch von Kritikern sehr unterschiedlich aufgenommen. Burkhard Müller beschreibt es in der Süddeutschen Zeitung „als ein unerschöpfliches Schatzhaus der Zitate. Man mag es kaum glauben, welche Orgien aus Feuer und Blut in den drei Heiligen Schriften erscheinen und mit welcher Wut und Genugtuung sie von ihren modernen Verkündern gefeiert und eingefordert werden.“
Der Theologe, ehemalige katholische Priester und Religionssoziologe Adolf Holl hingegen sieht in dem Buch einen „Steinbruch fürs Feuilleton [...] wenn es wieder einmal irgendwo gekracht hat“.
Wilfried von Bredow schrieb in der FAZ: „Die Trimondis lesen die gewaltgetränkten Sätze ihrer Gewährsleute auf ebenso naive Art wortwörtlich, wie diese ihre heiligen Texte wortwörtlich lesen. Auf diese Weise werden die Bereiche Religion und Politik schlicht zusammengelesen. Das ist gefährlich, in der Tat. Solche Implosion der Politik verhindern zu wollen, ist ein ehrenwertes Unterfangen. Aber man muß es wohl etwas anders anstellen als die Trimondis.“
Nevfel Cumart schrieb in den Nürnberger Nachrichten: „Angesichts der jüngsten Entwicklungen und Umwälzungen im Nahen Osten, den der veröffentlichten Mohammed-Karikaturen in der islamischen Welt und der sich zuspitzenden Konfrontation zwischen Iran und der westlichen Welt ist der Inhalt von 'Krieg der Religionen' aktueller denn je.“

## Schriften
- Der Schatten des Dalai Lama. Sexualität, Magie und Politik im tibetischen Buddhismus". Patmos, Düsseldorf 1999, ISBN 3-491-72407-4
- Hitler – Buddha – Krishna. Eine unheilige Allianz vom Dritten Reich bis heute. Ueberreuther, Wien 2002, ISBN 3-8000-3887-0
- Krieg der Religionen. Politik, Glaube und Terror im Zeichen der Apokalypse. Wilhelm Fink, München 2006, ISBN 3-7705-4188-X

## Belege
1. ↑  Autobiographien von Victor und Victoria Trimondi
2. ↑  Durst nach Mythen - Von Mao zum Dalai Lama, von Che Guevara zur Mutter Gottes - der einstige Links-Verlag Trikont ist auf dem spirituellen Trip Der Spiegel vom 4. Oktober 1982
3. ↑  Viele nennen das Nihilismus – Peter Brügge über den Dalai Lama in Oberbayern  Der Spiegel vom 19. Mai 1986
4. ↑  The Shadow of the Dalai Lama - Sexuality, Magic and Politics in Tibetan Buddhism, englische Übersetzung von Mark Penny
5. ↑  SZ-mediathek, Burkhard Müller: Der Friede hängt an einem weißen Haar, Rezension zu Krieg der Religionen, 14. März 2006
6. ↑  Adolf Holl (Die Presse): Trimondi: Mit Stechen vollauf beschäftigt, Kritik zu Krieg der Religionen, 25. Februar 2006
7. ↑  Wilfried von Bredow: Opium der Völker: Für Victor und Victoria Trimondi sind die Religionen gefährliche Gewaltproduzenten. Rezension zu Krieg der Religionen. FAZ, 16. März 2006 (abgerufen am 4. November 2012).
8. ↑  Nevfel Cumart: Nürnberger Nachrichten – Feuilleton – 18. Februar 2006 - Mit Bibel und Koran zum letzten Gefecht - Victor und Victoria Trimondi warnen vor dem ‚Krieg der Religionen’ durch Fundamentalismus.

| Personendaten    | Personendaten                                            |
| ---------------- | -------------------------------------------------------- |
| NAME             | Trimondi, Victor                                         |
| ALTERNATIVNAMEN  | Röttgen, Herbert (wirklicher Name)                       |
| KURZBESCHREIBUNG | deutscher Schriftsteller, Religionsforscher und Verleger |
| GEBURTSDATUM     | 1940                                                     |